# Høylandet
Høylandet, eller Hålloin som det hedder lokalt, er en kommune   i Indre Namdal i den nordlige del af Trøndelag. Den grænser i nord til Bindal, i øst til Namsskogan, i sydøst til Grong, i syrvest til Overhalla, og i vest til Fosnes og Nærøy.
Kommunen er en jordbrugs- og friluftskommune. Tættere bebyggelse finder man i Vargeiaområdet som er et boligområde rundt om det administrative centrum i Høylandet. Børstad og Vassbotnan er andre etablerede boligområder. I øvrige steder er det spredt bebyggelse rundt omkring i kommunen.
Høylandet er mest kendt for at huse Norsk revyfaglig center, som hvert andet år arrangerer Norsk revyfestival.

## Historie
Høylandet kommune blev oprettet da Grong kommune blev delt i to 1. januar 1901. Høylandet havde ved oprettelsen et folketal på 1.046.
1. januar 1964 blev Høylandet slået sammen med Kongsmo krets fra Foldereid kommune til den nye Høylandet kommune.